# Eosentomon lapilloculi
Eosentomon lapilloculi är en urinsektsart som beskrevs av Chao och Chen 1996. Eosentomon lapilloculi ingår i släktet Eosentomon och familjen trakétrevfotingar. Inga underarter finns listade i Catalogue of Life.